# Veiovis
Veiovis, även Vediovis eller Vejovis,  var helandets gud in romersk och etruskisk mytologi. Han var en av de äldsta gudarna i romersk religion. 
Han är vanligtvis porträtterad med pilum och med en get vid sin sida.